# K-266 Orjol
Orjol (rusko Орёл) je jedrska podmornica z manevrirnimi raketami razreda Antej Ruske vojne mornarice. Poimenovana je po Orjolu. Njen gredelj je bil položen 19. januarja 1989, splavljena je bila 22. maja 1992, v uporabo pa je bila predana 30. decembra 1992. Projekt je razvil konstruktorski biro Rubin, glavni konstruktor pa je bil Igor Leonidovič Baranov. Razvoj predhodnega razreda Granit se je začel leta 1969, na njegovi osnovi pa je bil razvit izboljšan razred Antej. Izboljšave se nanašajo na manjšo hrupnost, izboljšano elektronsko opremo in sedemlistni propeler namesto štirilistnega. Je del 11. divizije podmornic Severne flote v Zaozjorsku.
Leta 2003 je bila na remontu v ladjedelnici Zvjozdočka.
Med letoma 2013 in 2017 je opravila remont v ladjedelnici Zvjozdočka, v okviru katerega sta bila njena jedrska reaktorja ponovno napolnjena.
Julija 2018 in julija 2021 je sodelovala v paradah ob dnevu Ruske vojne mornarice v Kronštatu v Baltskem morju.